# 夏の日の恋〜Summer Time〜
『夏の日の恋〜Summer Time〜』（なつのひのこい サマータイム）は、NHK総合の『月曜ドラマシリーズ』枠で2002年6月24日から7月29日まで放送されたテレビドラマ。

## キャスト
- 春日千恵子：岩下志麻
- 春日哲：緒形直人
- 相澤敬一郎：津嘉山正種
- 相澤林檎：岩崎ひろみ
- 春日烈斗：池部良[1]
- ホームレス：原田芳雄
- 上原夏子：松坂慶子

## スタッフ
- 脚本：山田珠美
- 音楽：沢田完
- 制作統括：諏訪部章夫、家喜正男
- 演出：石橋冠、中島由貴